# Dysdera lusitanica
Dysdera lusitanica är en spindelart som beskrevs av Kulczynski 1915. Dysdera lusitanica ingår i släktet Dysdera och familjen ringögonspindlar. Inga underarter finns listade i Catalogue of Life.